# Кливленд (округ, Арканзас)
Кли́вленд (англ. Cleveland County) — округ, расположенный в штате Арканзас, США с населением в 8571 человек по статистическим данным переписи 2000 года. Столица округа находится в городе Райзон.

## История
Округ был сформирован 17 апреля 1873 года, став 71-м по счёту созданным округом в штате, и получил своё название округ Дорси по имени сенатора США от штата Арканзас Стивена Уоллиса Дорси. 5 марта 1885 года после того, как сенатор Дорси был осуждён за махинации с почтовыми отделениями страны, округ был переименован в округ Кливленд в честь 22-го и 24-го Президента Соединённых Штатов Стивена Гровера Кливленда.

## География
По данным Бюро переписи населения США округ Кливленд имеет общую площадь в 1551 квадратный километр, из которых 1549 кв. километров занимает земля и 3 кв. километра — вода. Площадь водных ресурсов округа составляет 0,18 % от всей его площади.

### Соседние округа
- Грант и Джефферсон — север
- Линкольн — восток
- Дру — юго-восток
- Брадли — юг
- Калхун — юго-запад
- Даллас — запад

## Демография

Диаграмма распределения населения округа по возрастным категориям. Данные переписи населения 2000 года

По данным переписи населения 2000 года в округе Кливленд проживало 8571 человек, 2 513 семей, насчитывалось 3 273 домашних хозяйства и 3 834 жилых дома. Средняя плотность населения составляла 6 человек на один квадратный километр. Расовый состав округа по данным переписи распределился следующим образом: 84,79 % белых, 13,22 % чёрных или афроамериканцев, 0,32 % коренных американцев, 0,14 % азиатов, 0,04 % выходцев с тихоокеанских островов, 0,83 % смешанных рас, 0,68 % — других народностей. Испано- и латиноамериканцы составили 1,62 % от всех жителей округа.
Из 3 273 домашних хозяйств в 34,90 % — воспитывали детей в возрасте до 18 лет, 62,70 % представляли собой совместно проживающие супружеские пары, в 9,90 % семей женщины проживали без мужей, 23,20 % не имели семей. 21,40 % от общего числа семей на момент переписи жили самостоятельно, при этом 10,00 % составили одинокие пожилые люди в возрасте 65 лет и старше. Средний размер домашнего хозяйства составил 2,60 человека, а средний размер семьи — 3,00 человека.
Население округа по возрастному диапазону по данным переписи 2000 года распределилось следующим образом: 26,20 % — жители младше 18 лет, 7,90 % — между 18 и 24 годами, 27,70 % — от 25 до 44 лет, 24,70 % — от 45 до 64 лет и 13,60 % — в возрасте 65 лет и старше. Средний возраст жителей округа составил 37 лет. На каждые 100 женщин в округе приходилось 95,40 мужчины, при этом на каждых сто женщин 18 лет и старше приходилось 93,20 мужчины также старше 18 лет.
Средний доход на одно домашнее хозяйство в округе составил 32 405 долларов США, а средний доход на одну семью в округе — 38 164 доллара. При этом мужчины имели средний доход в 31 282 доллара США в год против 21 172 доллара США среднегодового дохода у женщин. Доход на душу населения в округе составил 15 362 доллара США в год. 11,40 % от всего числа семей в округе и 15,20 % от всей численности населения находилось на момент переписи населения за чертой бедности, при этом 21,50 % из них были моложе 18 лет и 15,70 % — в возрасте 65 лет и старше.

## Главные автодороги
- US 63
- US 79
- US 167
- AR 8
- AR 11
- AR 15, в настоящее время —  US 63
- AR 35

## Населённые пункты
- Кингсленд
- Нью-Эдинбург
- Райзон

## Известные люди, связанные с округом
- Монро Шварцлозе (Monroe Schwarzlose) — турецкий фермер и политический диссидент, набравший 31 процент голосов на первичных выборах Демократической партии США в 1980 году против губернатора штата Билла Клинтона. Шварцлозе прошёл на праймериз от этого округа;
- Юэлл Свинни — единственный подозреваемый в серийных убийствах («Тексарканский Фантом») родом из округа, сын баптистского священника;
- Джонни Кэш — уроженец Кингсленда;
- Майк Винсон — член команды США по пауэрлифтингу. Завоевал золотую медаль на чемпионате мира 1990 года в Москве.